# Megalorhipida angusta
Megalorhipida angusta is een vlinder uit de familie vedermotten (Pterophoridae). De wetenschappelijke naam van deze soort is voor het eerst geldig gepubliceerd in 2002 door Arenberger.
De soort komt voor in tropisch Afrika.